# Liste der Kulturdenkmäler in Auerbach (Bensheim)
Die folgende Liste enthält die in der Denkmaltopographie ausgewiesenen Kulturdenkmäler auf dem Gebiet des Ortsteils Auerbach der  Stadt Bensheim, Landkreis Bergstraße, Hessen.
Hinweis: Die Reihenfolge der Denkmäler in dieser Liste orientiert sich an der Anschrift, alternativ ist sie auch nach der Bezeichnung, der vom Landesamt für Denkmalpflege vergebenen Nummer oder der Bauzeit sortierbar.
Kulturdenkmäler werden fortlaufend im Denkmalverzeichnis des Landes Hessen durch das Landesamt für Denkmalpflege Hessen auf Basis des Hessischen Denkmalschutzgesetzes (HDSchG) geführt. Die Schutzwürdigkeit eines Kulturdenkmals hängt nicht von der Eintragung in das Denkmalverzeichnis des Landes Hessen oder der Veröffentlichung in der Denkmaltopographie ab.

Über die Spalte Objekt-Nr. kann die Beschreibung beim Landesamt für Denkmalpflege eingesehen werden.
| Bild                                                | Bezeichnung                                 | Lage | Beschreibung | Bauzeit                                  | Objekt-Nr. |
| --------------------------------------------------- | ------------------------------------------- | --- | --- | ---------------------------------------- | ---------- |
| weitere Bilder                                      | Staatspark Fürstenlager                     | Auerbach, Am Dorf, Roßbach, Nussallee, In der Roßbach, Im Krätzert, Fürstenlager, Bachgasse 122, Bachgasse, Am langen Rain und Rosengrund, Am Fürstenlager, Am Auerbacher Pfad LageFlur: 3, 4, 18, 19, Flurstück: 1/1, 1/4–5, 1/12, 1/17–18, 1/21–23, 1/25–26, 2/3, 3/1, 4, 5/1, 6, 7, 7/1, 8/1, 9, 10, 11/1, 11/8–9, 12/1, 13/1, 14/1, 15/1–2, 16/2, 16/4–5, 17, 18, 18/1–2, 19, 20/1, 20/3, 21, 22, 29/1, 31, 32, 33/1–2, 34/1–3, 35, 36, 37, 38, 39/1–2, 39/12–15, 40–42, 43/1–2, 44, 45, 47/1–2, 48–55, 56/1, 57/20, 77/8, 77/10, 77/12, 79/1–3, 81 | Ausbau zur Sommerresidenz. Erbaut von der Landgrafschaft Hessen-Darmstadt | ab 1790                                  | 762 DDB    |
| weitere Bilder                                      | Auerbacher Schloss                          | Auerbach, Außerhalb (Auerbach) 2, Burg- und Schloßwald, Auerbacher Schloß (Auerberg) LageFlur: 21, 23, Flurstück: 1/1, 1/4 | Schloss aus der 1. Hälfte des 13. Jahrhunderts. Erbaut von Diether IV., Graf von Katzenelnbogen |                                          | 28883 DDB  |
| weitere Bilder                                      | Sarasin’sche Hofreite                       | Auerbach, Bachgasse 24 LageFlur: 1, Flurstück: 430/2 | Zweigeschossiges, giebelständiges Wohnhaus, erbaut von Georg Pritsch. Es bildete mit Haus Bachgasse 26 die Sarasin’sche Hofreite. | 2. Hälfte 18. Jahrhundert                | 731 DDB    |
| weitere Bilder                                      | Alte Kaserne (Militärbau)                   | Auerbach, Bachgasse 26 LageFlur: 1, Flurstück: 430/2 | Langgestrecktes, zweigeschossiges, giebelständiges Wohnhaus, vollständig verputztes Fachwerk. Diente als Unterkunft der Wachsoldaten des Fürstenlagers. | um 1850                                  | 732 DDB    |
| weitere Bilder                                      | Ehemalige Synagoge                          | Auerbach, Bachgasse 28 LageFlur: 1, Flurstück: 428/1 | 1938 schon aufgegebenes Gotteshaus, daher nicht zerstört, ab 1984 Auerbacher Synagogenverein. | 1815                                     | 733 DDB    |
| weitere Bilder                                      | Wohnhaus                                    | Auerbach, Bachgasse 31 LageFlur: 1, Flurstück: 108/2 | Giebelständiges, eingeschossiges Wohnhaus, Erdgeschoss massiv, Obergeschoss schmuckloses Fachwerk, steiles Satteldach. Der Hof zur Straße von einer überdachten Einfriedungsmauer geschlossen, breites Tor sowie Pforte. | 2. Hälfte 18. Jahrhundert                | 734 DDB    |
| weitere Bilder                                      | Wohnhaus                                    | Auerbach, Bachgasse 33 LageFlur: 1, Flurstück: 109/3 | Traufständiges, einer ehemals großen Hofanlage besteht aus massivem Erdgeschoss, konstruktiven Fachwerkobergeschoss, das hohe Mansarddach mit Krüppelwalm. Der bauhistorisch wichtige Bau ist auch für das Ortsbild Auerbachs von erheblicher Relevanz. | 2. Hälfte 18. Jahrhundert                | 735 DDB    |
| Wohnhaus                                            | Wohnhaus                                    | Auerbach, Bachgasse 35 LageFlur: 1, Flurstück: 110/2 | Das giebelständige, zweigeschossiges Wohnhaus mit Krüppelwalmdach ist vollständig verputzt, Obergeschoss in Fachwerk. Optisch wirksames Wohnhaus im Straßenbild | 2. Hälfte 18. Jahrhundert                | 736 DDB    |
| weitere Bilder                                      | Wohnhaus                                    | Auerbach, Bachgasse 42 LageFlur: 1, Flurstück: 402/6 | Giebelständiges, zweigeschossiges, völlig verputztes Wohnhaus mit Satteldach. Das massive Erdgeschoss ist erneuert, das Obergeschoss wohl in Fachwerk. Im Gegenüber zu den Häusern Nr. 31–35 auch von straßenbildbestimmender Bedeutung | um 1800                                  | 737 DDB    |
| Laufbrunnen                                         | Laufbrunnen                                 | Auerbach, Bachgasse (vor 46) LageFlur: 1, Flurstück: 648/122 | Laufbrunnen aus rotem Sandstein mit rechteckiger Brunnentrog. Seine Benennung als „Parrebrunne“ gibt Hinweis auf seine Lage gegenüber dem ehemaligen Pfarrhaus, das 1974 abgebrochen wurde. | 1859                                     | 755 DDB    |
| Hofanlage                                           | Hofanlage                                   | Auerbach, Bachgasse 51 LageFlur: 1, Flurstück: 123/3 | Hofanlage auf schmaler Parzelle. Das giebelständig, zweigeschossige Wohnhaus völlig verputzt mit Satteldach. Im Hof querstehend eine Backsteinscheune, weiterhin ein Stallgebäude in Sandstein mit Fachwerkgiebel | um 1800                                  | 738 DDB    |
| Wohnhaus                                            | Wohnhaus                                    | Auerbach, Bachgasse 55 LageFlur: 1, Flurstück: 124/1 | Zweigeschossiges, traufständiges Fachwerkwohnhaus mit Satteldach. Massiv unterfangene rechteckige Torfahrt unter dem Obergeschoss, im Sturzbalken Inschrift. Eines der interessantesten Fachwerkwohnhäuser, städtebaulich für Auerbach wichtiges Gebäude. | 1740                                     | 739 DDB    |
| weitere Bilder                                      | Kniestockhaus                               | Auerbach, Bachgasse 57 LageFlur: 1, Flurstück: 131 | Traufständiges Kniestockhaus in konstruktivem Fachwerk auf Steinsockel. Im Satteldach ein Zwerchhaus mit flachem Satteldach. Seitlich des Zwerchhauses Erweiterungen, wahrscheinlich aus jüngerer Zeit. | 1. Hälfte 19. Jahrhundert                | 756 DDB    |
| weitere Bilder                                      | Ehem. Rat- und Schulhaus                    | Auerbach, Bachgasse 60 LageFlur: 1, Flurstück: 335/7 | Spätklassizisches, zweistöckiges Gebäude. Ursprünglich als Rathaus genutzt, nach zwei Aufstockungen 1859 und 1893 zusätzlich als Schule genutzt. Die Nutzung entfällt 1911 mit dem Bau der Schlossbergschule. Auf dem Satteldach sitzt ein vierseitiger hölzerner Dachreiter, der in Zusammenhang mit der Aufstockung von 1893 entstand. Das Gebäude ist für den alten Ortskern Auerbachs von zentraler städtebaulicher und ortsgeschichtlicher Bedeutung. | Beginn 19. Jahrhundert                   | 28884 DDB  |
| weitere Bilder                                      | Ehem. Amtsgebäude                           | Auerbach, Bachgasse 66, 64a, 64b LageFlur: 1, Flurstück: 242/2, 242/5, 242/6 | Wegen seines geschweiften Renaissancegiebels auffälliges und für Auerbach einzigartiges Gebäude. Das zweigeschossige Gebäude mit massivem Giebel, dahinter Satteldach, die Längsseiten zumindest in den Obergeschossen in Fachwerk, ist vollständig verputzt. Die beiden weitgehend veränderten Nachbargebäude 64a und 64b scheinen im engen geschichtlichen Zusammenhang zu stehen. | wahrscheinlich 1. Hälfte 17. Jahrhundert | 741 DDB    |
| Dorfmühle                                           | Dorfmühle                                   | Auerbach, Bachgasse 71 LageFlur: 1, Flurstück: 151/11 | Der älteste Mühlenstandort Auerbachs ist wahrscheinlich schon im 13. Jahrhundert unter den Grafen von Katzenelnbogen entstanden. Im Dreißigjährigen Krieg wurde sie zerstört und wieder aufgebaut. Das heutige große Mühlengebäude stammt von 1788 und wird heute als Gasthaus „Alte Dorfmühle“ genutzt. Das zweigeschossige Gebäude mit hohem Mansarddach ist im Erdgeschoss massiv, während das Obergeschoss im konstruktives Fachwerk errichtet ist. Das Mansarddach hat Satteldachgaupen mit Rosetten in den Giebelfeldern. Die ortsbildprägende Dorfmühle ist von besonderer orts- und technikgeschichtlichen Bedeutung.      | 1788                                     | 742 DDB    |
| Wohnhaus                                            | Wohnhaus                                    | Auerbach, Bachgasse 72 LageFlur: 1, Flurstück: 132/6 | Giebelständiges, zweigeschossiges Wohnhaus mit Satteldach. Das Haus ist völlig verputzt, der leichte Geschossvorsprung deutet jedoch auf Fachwerk zumindest im Obergeschoss hin. | um 1700                                  | 757 DDB    |
| weitere Bilder                                      | Hofanlage                                   | Auerbach, Bachgasse 78, 80, 82 LageFlur: 1, Flurstück: 223/6, 226/1, 226/8 | Hofanlage mit giebelständiges Wohnhaus, mit zwei Nebengebäuden. In einem war die zweite Auerbacher Schmiede untergebracht. Das zweigeschossige Fachwerkwohnhaus mit Satteldach und teilweise massiven Erdgeschoss. Die Schmiede traufständig als eingeschossiger massiver Putzbau mit abgewalmten Satteldach. Die weitgehend vollständigen erhaltene, Straßenbild prägende Hofanlagen mit der ehemalige Schmiede ist von besonderer ortsgeschichtlicher und baugeschichtlicher Bedeutung. | 1. Hälfte 18. Jahrhunderts               | 743 DDB    |
| Bild gesucht BW                                     | Wasser-Hochbehälter                         | Auerbach, Bachgasse (bei Nr. 81) LageFlur: 1, Flurstück: 152/14 | Eingangsbereich eines Trinkwasser-Hochbehälter von 1890, Neubau späte 80er Jahre. Die alten Quellkammern am Berg sind noch vorhanden. | 1890                                     | 803 DDB    |
| Ehem. Jägerhaus                                     | Ehem. Jägerhaus                             | Auerbach, Bachgasse 99 LageFlur: 1, Flurstück: 174/1 | Giebelständiges, zweigeschossiges Gebäude auf Kellersockel mit Satteldach. Das Erdgeschoss massiv, das Obergeschoss in neuerlich freigelegtes Fachwerk, ursprünglich klassizistischer, völlig verputzter Bau. Das repräsentative, ehemalige landgräfliches Jägerhaus ist Teil des nahe gelegenen Fürstenlagers. Das heute als Gasthaus „Großherzogliches Jägerhaus“ genutzte Gebäude ist von besonderer geschichtlicher Bedeutung. | um 1800                                  | 758 DDB    |
| Hofanlage                                           | Hofanlage                                   | Auerbach, Bachgasse 101 LageFlur: 1, Flurstück: 176 | Kleine Hofanlage aus Wohnhaus und quergestellten Scheune mit Satteldach. Giebelständiges, eingeschossiges Wohnhaus mit Satteldach, das Erdgeschoss teilweise massiv, der leicht vortretende Giebel in dekorativem Fachwerk, am Ortgang kunstvolle Schnitzerei. Vor dem Haus zwei Brunnentröge aus Sandstein. Die Hofanlage ist wohl in Beziehung zum benachbarten Fürstenlager zu sehen, zu dessen Versorgung das landwirtschaftliche Gehöft wahrscheinlich beitrug. | 1. Hälfte 19. Jahrhundert                | 759 DDB    |
| Wohnhaus                                            | Wohnhaus                                    | Auerbach, Bachgasse 103 LageFlur: 1, Flurstück: 177/1 | Traufständiges eingeschossiges Wohnhaus einer ehemaligen Hofanlage mit verputztem Fachwerk. Das Dach als hohes Mansarddach mit Satteldachgaupen. Die Hofanlage ist wohl in Verbindung mit dem Fürstenlager entstanden und auch an die dortige Architektursprache angeglichen. | 1. Hälfte 19. Jahrhundert                | 760 DDB    |
| Bachgasse 122                                       | Ehem. Villa Leydecker                       | Auerbach, Bachgasse 122 LageFlur: 18, Flurstück: 57/35 | Die Villa der Jahrhundertwende steht in erhöhter Lage oberhalb der Zufahrt ins Fürstenlager und wird heute als Erholungsheim und Tagungsstätte genutzt. Der quadratische Putzbau besitzt auf drei Seiten Vorbauten. Südlich ein Risalit mit Wetterfahne, dessen Dach fast bis zum First des als Walmdach ausgebildeten Hauptdaches reicht. Westlich eingeschossiger Vorbau mit Giebel in Fachwerk. Nach Norden ebenfalls ein eingeschossiges Vorbau mit Balkon und Holzbalustrade. | um 1900                                  | 761 DDB    |
| Bild gesucht BW                                     | Gesamtanlage Alter Ortskern                 | Auerbach, Bachgasse, Kappengasse, Kirchweg, Weidgasse, Weinbergstraße Lage | 784 erste Nennung Auerbachs als Urbach. Altes Zentrum Auerbachs, das durch seine Grundrissstruktur darauf verweist, dass der Ort sich aus einem Haufendorf entwickelt hat |                                          | 823 DDB    |
| weitere Bilder                                      | Gefallenen-Ehrenmal                         | Auerbach, Burgstraße, Mierendorffstraße LageFlur: 1, 2, Flurstück: 652/2, 362/38 | Denkmal für die Gefallenen der beiden Weltkriege. Es bestehend aus vierseitigen, kreisrund angeordneten Granitpfeilern, die am Boden durch schmale Sockelplatten, oben durch Balken pergolaartig verbunden sind. Alternierend sind die Pfeiler paarweise sammengestellt, dazwischen Namenstafeln, die zum Kreisinnern weisen. | nach 1918 und nach 1945                  | 764 DDB    |
| Burgstraße 3                                        | Villa                                       | Auerbach, Burgstraße 3 LageFlur: 2, Flurstück: 348/2 | Zweigeschossige Villa mit Walmdach | 1897                                     | 152462 DDB |
| Villa                                               | Villa                                       | Auerbach, Burgstraße 5 LageFlur: 2, Flurstück: 346/17 | Zweigeschossige Villa des Historismus in einer Gartenanlage. Ein Putzbau mit hohen, sich verschneidenden Walmdächern. Zur Straße ein Risalit mit hohem, spitz zulaufendem Walmdach. Nordwestlich im Obergeschoss ein mit Fachwerkkniestock versehener Erker mit Pyramidendach. Der malerisch gestaltete, repräsentative Villenbau ist wichtiger Bestandteil der Gesamtanlage „Auerbacher Villengebiet“ und von künstlerischer und bauhistorischer Bedeutung. | um 1900                                  | 744 DDB    |
| Villa                                               | Villa                                       | Auerbach, Burgstraße 7 LageFlur: 2, Flurstück: 346/16 | Späthistoristische Villa auf Gartengrundstück. Der zweigeschossige Putzbau hat eine vielgestaltige Dachlandschaft, die das Ergebnis der ineinander laufenden Baukörper ist. Straßenseitig ein giebelständiger Risalit mit Satteldach und großes dekoratives Kielbogenfenster im Obergeschoss. Daneben ein Türmchen mit einer Art Zwiebelhaube, das über einer Loggia mit offenen Arkaden steht. Nach Westen wieder ein Risalit mit Satteldach. Die Villa bildet mit den beiden benachbarten Wohnbauten ein kleines Ensemble von besonderem kulturgeschichtlichem Wert                                                              | um 1900                                  | 745 DDB    |
| weitere Bilder                                      | Villa                                       | Auerbach, Burgstraße 9 LageFlur: 2, Flurstück: 364/15, 346/22 | Die aufwendig gestaltete Villa ist ein Putzbau auf einem Sandsteinsockel. Nach Osten die Eingangsfassade mit holzverschindelten Satteldachgiebel, daneben Krüppelwalmgiebel. Dreiseitiger Vorbau mit geschweifter Haube, daneben der Eingangsbereich mit Glasdach. Treppenhaus mit Jugendstilverglasung. Straßenseitig ein geschweifter Giebel mit Kugelaufsätzen, an der östlichen Kante, im Obergeschoss, dreiseitiger, holzverschindelter Erker. Die repräsentative, vom Jugendstil berührte Villa ist von besonderem künstlerischen Wert.                                                                                      | um 1900                                  | 746 DDB    |
| weitere Bilder                                      | Wohnhaus                                    | Auerbach, Burgstraße 12 LageFlur: 2, Flurstück: 293/22 | Möglicherweise nach Plänen von Heinrich Metzendorf erbautes repräsentatives Wohnhaus von besonderem baukünstlerischen und städtebaulichen Wert. Ein giebelständiges zweigeschossiger Putzbau auf hohem Sandsteinsockel mit steilem Satteldach. Geschweifte Giebel und zur Burgstraße hölzerner Wintergartenvorbau und kleiner, holzverschindelter Dreiseiterker im Obergeschoss. Der Eingang westlich in einem Turmvorbau mit geschweifter Haube und Wetterfahne, daneben, dem Risalit vorgelagert, ein Vorbau mit Pultdach und großem Rundbogenfenster.                                                                           | um 1900                                  | 763 DDB    |
| weitere Bilder                                      | Wohnhaus                                    | Auerbach, Burgstraße 14 LageFlur: 2, Flurstück: 293/38 | Zweigeschossiges villenartiges, verputztes Wohnhaus aus zwei ineinandergeschobenen giebelständigen und traufständigen Teilen. Der zur Straße stehende Satteldachgiebel ist in Fachwerk ausgeführt, daneben im Obergeschoss des traufständigen Teils ein konsolgestützter Holzbalkon mit Pultverdachung. Aus bauhistorischen und gestalterischen Gründen das Wohnhaus ein Kulturdenkmal. | um 1900                                  | 29204 DDB  |
| weitere Bilder                                      | Villa                                       | Auerbach, Burgstraße 21 LageFlur: 2, Flurstück: 302/2, 302/3 | Eineinhalbgeschossige Putzbau mit stark gegliederter Dachlandschaft aus ineinandergeschobenen Satteldächern, einem turmartigen, vierseitigen Aufsatz mit Walmdach sowie dem Spitzdach eines polygonalen Türmchens. Auf allen vier Seiten existieren eingeschossige Vorbauten mit großen Fenstern, die darüber liegenden Terrassen mit schmiedeeisernen Geländern. Als Beispiel für den Villenbau der Zeit um 1900 ist das städtebaulich geschickt platzierte Wohnhaus von besonderer Relevanz. | um 1900                                  | 807 DDB    |
| Burgstraße 24                                       | Villa                                       | Auerbach, Burgstraße 24 LageFlur: 2, Flurstück: 293/42 | Villa aus der Zeit um 1900. Historischer Putzbau mit Sandsteingewänden und unterschiedlichen Giebelformen. | um 1900                                  | 737219 DDB |
| Wasserreservoir und Aussichtspavillon               | Wasserreservoir und Aussichtspavillon       | Auerbach, Burgstraße 44 LageFlur: 2, Flurstück: 38/1 | Das „Wasserwerk Auerbach“ liegt, oberhalb Auerbachs, direkt am Fußweg zum Auerbacher Schloss | um 1913                                  | 28885 DDB  |
| Bild gesucht BW                                     | Gesamtanlage nördliches Villengebiet        | Auerbach, Burgstraße, Burgweg, Darmstädter Straße, Goethestraße, Grafenstraße … Lage | Hier befinden sich bedeutende Villenbauten, die als Einzeldenkmäler ausgewiesen sind und teilweise von Heinrich Metzendorf konzipiert wurden | um 1900                                  | 826 DDB    |
| Villa                                               | Villa                                       | Auerbach, Darmstädter Straße 120 LageFlur: 11, Flurstück: 70/4 | Die eineinhalbgeschossige, verputzte späthistorische Villa ist traufständig errichtet. Zur Straße ein zweigeschossiger Risalit mit abgewalmtem Fachwerkgiebel und das Haupthaus mit Fachwerkkniestock und ebenfalls einem Krüppelwalmgiebel. Am Risalit großes Bogenfenster im Erdgeschoss, darüber dreiteiliges Fenster mit zentraler Tür, die auf einen Balkon führt. Das Haus ist von besonderer baugeschichtlicher und künstlerischer Bedeutung. | um 1900                                  | 765 DDB    |
| weitere Bilder                                      | Wohnhaus Seyferth                           | Auerbach, Darmstädter Straße 121/123 LageFlur: 17, Flurstück: 39/3 | Doppel-Wohnhaus des Chininfabrikanten Dr. August Hermann Seyferth, Schwiegersohn des Darmstädter Apothekers Karl Liebig, einem Bruder Justus von Liebigs. Der zweigeschossige Putzbau ist über einem Sockel errichtet und hat an seinen beiden Schmalseiten in schmalen Risaliten jeweils einen gesonderten Eingang. Das flache Walmdach ist durch symmetrisch angeordnete Zwerchhäuser belebt. Heute befindet sich in einer Haushälfte das Weinlokal „Spundloch“. Das auffallende Doppel-Wohnhaus ist wegen seiner ortsgeschichtlichen, aber auch städtebaulichen Bedeutung Kulturdenkmal.                                        | 1880er Jahre                             | 829 DDB    |
| 'Kutscherhaus' Seyferth                             | 'Kutscherhaus' Seyferth                     | Auerbach, Darmstädter Straße 125 LageFlur: 17, Flurstück: 40/4 | Das giebelständige Wohnhaus, in gelbem Sandstein mit hohem Mansarddach 1908, nach Plänen Heinrich Metzendorfs errichtete Haus wird auch Kutscherhaus genannt. Das malerisch wirkende Haus ist von besonderer künstlerischer Bedeutung. | 1908                                     | 766 DDB    |
| weitere Bilder                                      | Villa                                       | Auerbach, Darmstädter Straße 133 LageFlur: 17, Flurstück: 49/4 | Zweigeschossiger, monumentaler, roter Ziegelbau über Granitsockel mit Sandsteinkanten, das hohe Krüppelwalmdach nach hinten mit unterschiedlichen Gaupen besetzt. Zur Straße ein von Gesimsen strukturierter Risalit mit spitzem Giebel und angesetztem Rundturm mit spitz zulaufender Haube. An der Südfront eine Eingangsloggia mit kräftigen Stützen und Überdachung. Die Villa steht beeindruckend für das jugendliche Schaffen Heinrich Metzendorfs und ist als interessantes Zeugnis für dessen künstlerischen Werdegang von herausragender Bedeutung.                                                                       | 1897/1898                                | 767 DDB    |
| weitere Bilder                                      | Für den Historismus typisches Wohnhaus      | Auerbach, Darmstädter Straße 137 LageFlur: 17, Flurstück: 53/19 | Das bescheidene Sommerhaus ist eines der wenigen gut erhaltenen Beispiele dieses Typs an der Bergstraße | 1888                                     | 768 DDB    |
| weitere Bilder                                      | Giebelständige Villa                        | Auerbach, Darmstädter Straße 150 LageFlur: 15, Flurstück: 196/11 | Das repräsentative, mit baukünstlerischem Anspruch gestaltete Wohnhaus wird heute als Werkstätte für Behinderte genutzt | um 1910                                  | 769 DDB    |
| Gasthaus 'Auerbacher Haus'                          | Gasthaus 'Auerbacher Haus'                  | Auerbach, Darmstädter Straße 170/172 LageFlur: 1, Flurstück: 486/1 | Das Haus wird an der Straße durch einen dreigeschossigen, turmartigen Baukörper von zwei Achsen markiert. | Mitte 19. Jahrhundert                    | 770 DDB    |
| weitere Bilder                                      | Ehemalige Hofreite, Gasthaus 'Zum Holzwurm' | Auerbach, Darmstädter Straße 183b LageFlur: 1, Flurstück: 463/12 | Rest der 1875 gegründeten Brauerei W. Schwickert, später Brauerei Böttinger die 1920 geschlossen wurde | Frühes 19. Jahrhundert                   | 771 DDB    |
| weitere Bilder                                      | Dominanter Backsteinbau                     | Auerbach, Darmstädter Straße 188 LageFlur: 1, Flurstück: 497/3 | Das Haus vertritt einen charakteristischen Bautyp seiner Zeit und ist von baugeschichtlicher und -künstlerischer Bedeutung | 1890er Jahre                             | 772 DDB    |
| Toranlage                                           | Toranlage                                   | Auerbach, Darmstädter Straße 202, 204 LageFlur: 3, Flurstück: 54/4, 56/3 | | um 1905                                  | 810 DDB    |
| Darmstädter Straße 208                              |                                             | Auerbach, Darmstädter Straße 208 LageFlur: 3, Flurstück: 52/10 | | 1915 bis 1925                            | 773 DDB    |
| weitere Bilder                                      |                                             | Auerbach, Darmstädter Straße 221 LageFlur: 2, Flurstück: 353/31 | | 1898                                     | 774 DDB    |
| weitere Bilder                                      |                                             | Auerbach, Darmstädter Straße 223 LageFlur: 2, Flurstück: 352/26 | | 1901                                     | 775 DDB    |
| weitere Bilder                                      |                                             | Auerbach, Darmstädter Straße 232 LageFlur: 4, Flurstück: 1/6 | | 1905                                     | 776 DDB    |
| weitere Bilder                                      |                                             | Auerbach, Darmstädter Straße 233 LageFlur: 2, Flurstück: 254/23 | | 1902                                     | 777 DDB    |
| Darmstädter Straße 234                              |                                             | Auerbach, Darmstädter Straße 234 LageFlur: 4, Flurstück: 2/2 | | 1915 bis 1925                            | 778 DDB    |
| weitere Bilder                                      |                                             | Auerbach, Darmstädter Straße 236 LageFlur: 4, Flurstück: 16/22 | | 1901                                     | 779 DDB    |
| weitere Bilder                                      |                                             | Auerbach, Darmstädter Straße 246 LageFlur: 4, Flurstück: 33/4 | | 1903                                     | 780 DDB    |
| weitere Bilder                                      | Haus Berkheim                               | Auerbach, Darmstädter Straße 247 LageFlur: 2, Flurstück: 242/3 | | 1903                                     | 781 DDB    |
| weitere Bilder                                      | Lindenhaus                                  | Auerbach, Darmstädter Straße 265 LageFlur: 5, Flurstück: 53/3, 53/4 | | 1901                                     | 782 DDB    |
| weitere Bilder                                      |                                             | Auerbach, Darmstädter Straße 266 LageFlur: 4, Flurstück: 53/4 | | 1918 bis 1928                            | 783 DDB    |
| Darmstädter Straße 302                              |                                             | Auerbach, Darmstädter Straße 302 LageFlur: 4, Flurstück: 63/10, 63/5 | | 1921                                     | 172147 DDB |
| Bild gesucht BW                                     | Gesamtanlage Ernst-Ludwig-Promenade         | Auerbach, Darmstädter Straße, Ernst-Ludwig-Promenade Lage | |                                          | 821 DDB    |
| Bild gesucht BW                                     | Gesamtanlage südliche Darmstädter Straße    | Auerbach, Darmstädter Straße, Ludwigstraße, Saarstraße, Schönberger Straße Lage | |                                          | 825 DDB    |
| Bild gesucht BW                                     | Gesamtanlage Ludwigstraße                   | Auerbach, Erlenhauptstraße, Ludwigstraße Lage | |                                          | 822 DDB    |
| weitere Bilder                                      |                                             | Auerbach, Ernst-Ludwig-Promenade 4 LageFlur: 5, Flurstück: 43/6 | | 1928                                     | 28879 DDB  |
| weitere Bilder                                      | Landhaus Lindner                            | Auerbach, Ernst-Ludwig-Promenade 6 LageFlur: 5, Flurstück: 90/6 | | 1909                                     | 784 DDB    |
| Bild gesucht BW                                     |                                             | Auerbach, Ernst-Ludwig-Promenade 10 LageFlur: 5, Flurstück: 90/10 | | 1905 bis 1915                            | 785 DDB    |
| Landhaus Dr. Beeck                                  | Landhaus Dr. Beeck                          | Auerbach, Ernst-Ludwig-Promenade 12 LageFlur: 5, Flurstück: 89/2 | | 1905                                     | 786 DDB    |
| Haus Altona                                         | Haus Altona                                 | Auerbach, Ernst-Ludwig-Promenade 14 LageFlur: 5, Flurstück: 80/20 | | 1908                                     | 812 DDB    |
| weitere Bilder                                      | Landhaus Rehn                               | Auerbach, Ernst-Ludwig-Promenade 16 LageFlur: 5, Flurstück: 80/28 | | 1908                                     | 787 DDB    |
| Haus Zubersky                                       | Haus Zubersky                               | Auerbach, Ernst-Ludwig-Promenade 18 LageFlur: 5, Flurstück: 80/7 | | 1910                                     | 788 DDB    |
| weitere Bilder                                      |                                             | Auerbach, Goethestraße 3 LageFlur: 3, Flurstück: 305/1 | | 1895 bis 1905                            | 827 DDB    |
| weitere Bilder                                      | Wohnhaus                                    | Auerbach, Grafenstraße 12 LageFlur: 2, Flurstück: 366/3 | In erhöhter, städtebaulich wirksamer Lage positioniertes Wohnhaus aus der Zeit um den Ersten Weltkrieg Eingeschossig mit hohem Krüppelwalmdach mit Biberschwanzdeckung; an den Längsseiten breit gelagerte Schleppgaupen Das Haus ist völlig verschindelt, die kleinen, mit Klappläden versehenen Fensteröffnungen mit Holzgewänden und Fensterbänken mit Klötzchenfries Der Eingang ist in einem schmalen Vorbau mit Dachterrasse Das Wohnhaus steht in der Tradition der Reformarchitektur aus den Jahren nach 1900 und ist von baugeschichtlicher und städtebaulicher Relevanz                                                  | 1905 bis 1915                            | 813 DDB    |
| Heinrichstraße 4                                    |                                             | Auerbach, Heinrichstraße 4 LageFlur: 3, Flurstück: 69/10 | | 1907 bis 1917                            | 789 DDB    |
| Bild gesucht BW                                     | Gesamtanlage Otto-Beck-Straße               | Auerbach, Heinrichstraße, Otto-Beck-Straße, Schillerstraße Lage | |                                          | 824 DDB    |
| Im Bangert 15                                       |                                             | Auerbach, Im Bangert 15, Im Bangert LageFlur: 15, Flurstück: 437/10, 437/9 | | 1905 bis 1915                            | 805 DDB    |
| Brücke zur ehem. Wiemersmühle                       | Brücke zur ehem. Wiemersmühle               | Auerbach, Im Mühlgrund LageFlur: 18, Flurstück: 77/2 | | 1885 bis 1895                            | 795 DDB    |
| weitere Bilder                                      | Kapelle Zur Not Gottes                      | Auerbach, In der Not Gottes LageFlur: 24, Flurstück: 1/4 | Neubau 1958 bis 1960. Einsiedelei „Zu den Einsiedeln“, später Wallfahrtskirche gebaut von den Grafen von Katzenelnbogen | 11./12. Jahrhundert                      | 790 DDB    |
| Gedenkstein                                         | Gedenkstein                                 | Auerbach, In der Wolfsschlucht LageFlur: 1, Flurstück: 40/3 | Gedenkstein an der Nordseite der Straße „In der Wolfsschlucht“. Er wurde vom Auerbacher Steinmetz August Groh mit folgender Inschrift versehen: „Erinnerung. Dieser Stein wurde 29.4.1928 bei der Unwetterkatastrophe her getrieben“. |                                          | 697064 DDB |
| weitere Bilder                                      | Ringelband-Haus                             | Auerbach, Jahnstraße 5 LageFlur: 1, Flurstück: 584/10 | Giebelständige, zweigeschossige Villa Heller Putzbau über rotem Sandstein-Sockel, als Abschluss Krüppelwalmdach Zur Straße eingeschossiger, einachsiger Vorbau, darüber Austritt mit Eisengeländer; hier Betonung durch sandsteingerahmte, dreiteilige Fenster mit originaler Sprossenteilung Im verschindelten Giebel dreiteiliger Fenstererker, seitlich von jüngeren Fensteröffnungen gerahmt Im Inneren alte Raumdisposition erhalten, außerdem originales Treppenhaus sowie im Erdgeschoss Deckenstuck im Jugendstil Architekt: Wilhelm Nahrgang, Bensheim                                                                    | 1906 bis 1908                            | 818 DDB    |
|                                                     |                                             | Auerbach, Jahnstraße 9 LageFlur: 1, Flurstück: 582/3 | | 1905 bis 1915                            | 819 DDB    |
| Haus Oliva                                          | Haus Oliva                                  | Auerbach, Jahnstraße 11 LageFlur: 1, Flurstück: 579/3 | | 1904                                     | 820 DDB    |
| Weinhaus Scherer, „Blauer Aff“                      | Weinhaus Scherer, „Blauer Aff“              | Auerbach, Kappengasse 2 LageFlur: 1, Flurstück: 329/2 | | 1808                                     | 791 DDB    |
| Bild gesucht BW                                     | Gartenpavillon                              | Auerbach, Karlsbader Straße 8 LageFlur: 1, Flurstück: 528/5 | | um 1900                                  | 673373 DDB |
| weitere Bilder                                      | Gesamtanlage Friedhof Auerbach              | Auerbach, Kirchweg LageFlur: 1, Flurstück: 4/2 | | 1839                                     | 792 DDB    |
| weitere Bilder                                      | Evangelische Bergkirche                     | Auerbach, Kirchweg 7, Kirchweg LageFlur: 1, Flurstück: 137/4, 137/5 | Ausbau 1479. Erbaut von den Grafen von Katzenelnbogen, Ausbau durch die Landgrafschaft Hessen | 1260/1270                                | 29166 DDB  |
|                                                     |                                             | Auerbach, Ludwigstraße 26 LageFlur: 1, Flurstück: 70/2 | Villa in Hanglage | 1904                                     | 710570 DDB |
| Martinstraße 3                                      |                                             | Auerbach, Martinstraße 3 LageFlur: 1, Flurstück: 570/4 | | 1900 bis 1910                            | 816 DDB    |
| weitere Bilder                                      | Kleinvilla                                  | Auerbach, Martinstraße 5 LageFlur: 1, Flurstück: 572/15 | Typische, eineinhalbgeschossige Kleinvilla des frühen 20. Jahrhunderts Putzbau mit Sandstein-Sockel und Fachwerk-Kniestock, Krüppelwalmdach Zur Straße breiter Risalit mit dekorativem Fachwerk-Giebel, schmiedeeisernem Balkon und Satteldach-Gaube Im Erdgeschoss breites, korbbogig geschlossenes Fenster; hofseitig Eingangsrisalit mit überdachter Haustür Entlang der Straße Sandsteinmäuerchen mit teilweise verputzten Pfosten und Eisengitterzaun; außerdem dekorativ verziertes, zweiflügeliges Hoftor Das noch stark vom Historismus geprägte Wohnhaus ist wichtiger Bestandteil der Gesamtanlage Villengebiet Auerbach | 1905                                     | 817 DDB    |
| Martinstraße 6                                      |                                             | Auerbach, Martinstraße 6 LageFlur: 2, Flurstück: 305/3 | | 1895 bis 1905                            | 811 DDB    |
| Wasserreservoir                                     | Wasserreservoir                             | Auerbach, Mierendorffstraße LageFlur: 2, Flurstück: 197/2 | | 1890                                     | 793 DDB    |
|                                                     |                                             | Auerbach, Mierendorffstraße 4 LageFlur: 2, Flurstück: 283/13 | | 1897 bis 1907                            | 747 DDB    |
| Brücke                                              | Brücke                                      | Auerbach, Mühltalstraße LageFlur: 19, Flurstück: 28/12 | | 1783                                     | 799 DDB    |
| weitere Bilder                                      | Gesundbrunnen, Goethebrunnen                | Auerbach, Mühltalstraße LageFlur: 19, Flurstück: 28/10 | Einfassung einer 1767 entdeckten eisenhaltigen Quelle. Vermutlich war Johann Wolfgang von Goethe der Brunnen bekannt. | 1767                                     | 798 DDB    |
| Ehem. Kadelsmühle                                   | Ehem. Kadelsmühle                           | Auerbach, Mühltalstraße 5 LageFlur: 1, Flurstück: 200/8 | | 1843                                     | 804 DDB    |
| Anwesen am Südhang vom Schlossberg, Mühltalstraße 6 |                                             | Auerbach, Mühltalstraße 6 LageFlur: 1, Flurstück: 206/13 | | 1825 bis 1835                            | 794 DDB    |
| Ehem. Gagelsmühle                                   | Ehem. Gagelsmühle                           | Auerbach, Mühltalstraße 75 LageFlur: 18, Flurstück: 74/4, 78/5–8, 80/11 | | 1795 bis 1805                            | 796 DDB    |
| Ehem. Jungmühle                                     | Ehem. Jungmühle                             | Auerbach, Mühltalstraße 111 LageFlur: 19, Flurstück: 34, 40/4 | | 1695 bis 1705                            | 797 DDB    |
| Ehem. Forsthaus                                     | Ehem. Forsthaus                             | Auerbach, Mühltalstraße 133 LageFlur: 19, Flurstück: 25/2 | | 1895 bis 1905                            | 800 DDB    |
| Neuer Weg 15                                        |                                             | Auerbach, Neuer Weg 15 LageFlur: 1, Flurstück: 451/3 | |                                          | 801 DDB    |
| Otto-Beck-Straße 13                                 |                                             | Auerbach, Otto-Beck-Straße 13 LageFlur: 3, Flurstück: 63/15 | Zweigeschossiger Satteldachbau | 1903                                     | 645222 DDB |
| Otto-Beck-Straße 23                                 |                                             | Auerbach, Otto-Beck-Straße 23 LageFlur: 3, Flurstück: 68/3 | | 1906                                     | 750 DDB    |
| weitere Bilder                                      | Bahnhof Bensheim-Auerbach                   | Auerbach, Otto-Beck-Straße 32 LageFlur: 11, Flurstück: 516/25, 516/27 | | 1850                                     | 29167 DDB  |
| Philippshöhe 2                                      |                                             | Auerbach, Philippshöhe 2 LageFlur: 1, Flurstück: 450/22 | |                                          | 809 DDB    |
| weitere Bilder                                      | Villa Riposo                                | Auerbach, Philippshöhe 3 LageFlur: 1, Flurstück: 478/5 | | 1903                                     | 814 DDB    |
|                                                     |                                             | Auerbach, Philippshöhe 7 LageFlur: 1, Flurstück: 450/16 | | 1886                                     | 828 DDB    |
| weitere Bilder                                      | Ehem. Elektrizitätswerk                     | Auerbach, Schillerstraße 36D LageFlur: 11, Flurstück: 227/1 | | 1896                                     | 754 DDB    |
| weitere Bilder                                      | Schloßbergschule                            | Auerbach, Schloßstraße 15 LageFlur: 1, Flurstück: 360/10 | | 1911                                     | 748 DDB    |
| weitere Bilder                                      |                                             | Auerbach, Weidgasse 1 LageFlur: 1, Flurstück: 246/1 | | 1795 bis 1805                            | 749 DDB    |
| Weidgasse 4                                         |                                             | Auerbach, Weidgasse 4 LageFlur: 1, Flurstück: 331/1 | | 1745 bis 1755                            | 29159 DDB  |
| Weidgasse 9                                         |                                             | Auerbach, Weidgasse 9 LageFlur: 1, Flurstück: 257/1 | | 1595 bis 1605                            | 752 DDB    |
| Weidgasse 10                                        |                                             | Auerbach, Weidgasse 10 LageFlur: 1, Flurstück: 296 | | 1595 bis 1605                            | 753 DDB    |
| weitere Bilder                                      | Kath. Pfarrkirche Heilig Kreuz              | Auerbach, Weserstraße 3 LageFlur: 16, Flurstück: 86/3 | 110 m² großes buntes Betonglasfenster mit religiösen Motiven | 1959                                     | 751 DDB    |

## Ehemalige Kulturdenkmäler
| Bild                        | Bezeichnung                 | Lage                                                                   | Beschreibung | Bauzeit | Objekt-Nr. |
| --------------------------- | --------------------------- | ---------------------------------------------------------------------- | --- | ------- | ---------- |
| Ehemalige 'Porzellanfabrik' | Ehemalige 'Porzellanfabrik' | Darmstädter Straße 190A LageFlur: 1, Flurstück: 497/15, 497/20, 497/21 | Die Fabrik wurde ab 1851 errichtet, nachdem bereits 1842 eine Genehmigung zum Bau einer Mühle erteilt worden war | 1842    |            |